# Biblioteca Academiei Române
Biblioteca Academiei Române este o bibliotecă din București, înființată la data de 6 august 1867, care funcționează sub egida Academiei Române. Scopul declarat al bibliotecii este cel de a colecta și conserva în colecțiile sale fondul național de manuscrise și tipărituri, ilustrând istoria și cultura românească, precum și istoria și civilizația universală. 

## Directorii instuției
- Ioan Bianu : 1884-1931

„A urmat cursurile prima și liceale la Blaj, apoi a urmat Facultatea de Litere a Universității din București, timp în care a lucrat la Biblioteca Universității și la Biblioteca Academiei Române. [...] A fost membru corespondent al Academiei Române din 1887, titular din 1902 și Președinte al acesteia din 1929 până în 1932, iar din 1932 până la deces a fost vicepreședinte.”
În plus, el a condus Biblioteca Academiei Române din 1884 până în 1935, fiind „întemeietorul cel adevărat, păzitorul statornic și harnicul străjer al ei (N. Iorga)”.
În martie 1884 a conceput Regulamentul pentru Biblioteca Academiei prin care biblioteca era împărțită pe două secții (Imprimate și Colecții Speciale) și stabilind sarcinile personalului, modul de organizare a colecțiilor și de catalogare a publicațiilor etc.
Cu sprijinul său se va obține în 1885 legea depozitului legal, care va reprezenta metoda principală de creștere a colecțiilor Bibliotecii Academiei.
În 1903 va separa cărțile și broșurile de publicațiile periodice și le va așeza pe formate. În acest scop s-au creat cataloage alfabetice și pe materii pentru fiecare categorie de imprimate. Elaborarea catalogului pe materii va începe în 1907, iar pentru acesta se introduce sistemul de clasificare Otto Hartwig. Acesta va fi înlocuit în 1915 cu sistemul de clasificare zecimală universală.
Ioan Bianu a elaborat Planul bibliografiei naționale, astfel fiind cel care a pus bazele activității bibliografice în Biblioteca Academiei Române. Din 1898 a început să lucreze împreună cu Nerva Hodoș la Bibliografia Românească Veche, iar din 1899 publică Catalogul manuscriselor românești.
- Radu R. Rosetti : 1931-1940

Din 1927, Radu R. Rosetti a fost membru corespondent, iar din 1935 membru titular. A ajuns la conducere Bibliotecii Academiei în anul 1931, fiind propus de Ioan Bianu și va fi director general al acesteia până în 1940. 
În 1941 a publicat în revista Buletinul de studii și informații documentare, un articol intitulat Organizarea Bibliotecii Academiei Române.
- Ioan I. Nistor 1945-1948
- Barbu Lăzăreanu 1948-1950
- Mircea Malița 1950-1956
- Perpessicius (Dimitrie S. Panaitescu) 1957-1958
- Tudor Vianu 1958-1964
- Șerban Cioculescu 1965-1975
- Jean Livescu 1975-1980
- Victor Emanuel Sahini 1980-1993
- Gabriel Ștrempel 1993-2006
- Dan Horia Mazilu 2006-2008
- Florin Gheorghe Filip 2009-2017[8]
- Nicolae Noica din 2020[9]

## Istoric

### Înființare și începuturi
„La 1 august 1867 s-a inaugurat Societatea Academică Română, având ca principale obiective să determine ortografia limbii române, să elaboreze gramatica limbii române și să realizeze lucrarea dicționarului român. [...] În scopul redactării lucrărilor pentru care a fost creată, Societatea Academică Română a pus, încă din prima ședință de lucru din 6 august 1867, problema nevoii de a înființa o bibliotecă.” Și chiar în cadrul acestei ședințe, episcopul Buzăului Dionisie Romano a anunțat prima donație , care a va reprezenta baza colecțiilor Bibliotecii Academiei, cuprinzând „81 de cărți românești vechi, legate în 73 de volume, cărți importante pentru limba și literatura română. [...] Însă acestea au intrat în patrimoniul bibliotecii abia la 15 septembrie 1868, iar în 1897, la 25 de ani după moartea episcopului, biblioteca Societății Academice intră și restul cărților din biblioteca Olteniceanu, împreună cu volumele din biblioteca personală a episcopului”
În perioada următoare donațiile au reprezentat mijlocul fundamental de dezvoltare a colecțiilor, numeroși membri ai Academiei, dar și alți erudiți participând la înmulțirea acestora. Printre aceștia se numără dr. Carol Davila, Timotei Cipariu, A. Treboianu Laurian, V. A. Urechia, Petrache Poenaru, George Barițiu, Alexandru Odobescu etc.
Pe lângă donații, alte metode de dezvoltare a colecțiilor erau cumpărarea și schimbul internațional. Prima relație de schimb de publicații s-a stabilit în 1870 cu Societatea regală de științe din Copenhaga.
Încă din primii ani s-a încercat organizarea bibliotecii, deși acest lucru nu a fost foarte ușor din probleme de spațiu și de personal. „Primul catalog tipărit al bibliotecii apare în 1871, după propunerea lui George Barițiu și presupune, în fapt, lista cărților, stampelor și manuscriselor, în ordinea intrării lor, publicată la finalul volumului al IV-lea pe anul 1871 al Analelor. În 1874 se propune alcătuirea unui catalog pe materii, dar care, pentru început, să fie împărțit pe cele 3 secțiuni ale Societății. Anul următor se anunță că se vor face trei cataloage: un catalog jurnal, în care sunt trecute cărțile în ordinea intrării cu prețul sau numele donatorului; un catalog alfabetic după numele autorilor și catalogul pe materii sau specialitate. Cel din urmă va fi creat în anii 1876-1877 după altă schemă decât cea propusă inițial.”

### Depozitul legal
Din anul 1877 membrii Societății considerau că ar fi util ca biblioteca să beneficieze de publicațiile contemporane tipărite pe teritoriul țării prin donație. Astfel, Comisia bibliotecii cerea insistent o lege în acest sens, dar aceasta va fi votată în Senat abia 1881 și va intra în vigoare câțiva ani mai târziu.
„În 1885 s-a publicat Legea depozitului legal, numită atunci și legea imprimatelor care aducea 3 exemplare din tot ce se tipărea, gratuit, la Biblioteca Academiei: cărți, periodice, hărți, timbre etc.” Depozitul legal va reprezenta forma fundamentală de constituire a fondului național pentru Biblioteca Academiei. „În noua lege din 1904 se va stipula a se depune, alături de cărți și litografii, fotografii, planșe, note muzicale, albume etc., așa cum prevedeau și alte dispoziții naționale europene.”
La 17 mai 1941 este promulgat Decretul-lege pentru depozitul legal față de Biblioteca Academiei Române și alte biblioteci.

### Biblioteca Academiei – bibliotecă publică și națională
„Pe data de 11 aprilie 1901 printr-o lege promulgată prin decretul nr. 1823 Statul cedează Academiei Române toate colecțiile Bibliotecii Centrale din București, Biblioteca Academiei devenind bibliotecă publică și națională.”
Între anii 1935 și 1945 se fac demersuri pentru conservarea colecțiilor bibliotecii prin repararea și legarea manuscriselor, cărților și documentelor deteriorate cu materiale din străinătate pentru ca acestea să poată fi consultate fără probleme de cercetători. În plus, s-a achiziționat un aparat de dezinfectare a cărților vechi și a manuscriselor.

### Biblioteca Academiei în timpul comunismului
Pe 9 iunie 1948, Academie Română se transformă într-o instituție cu obiective noi, sub denumirea de Academia Republicii Populare Române, cu misiunea de a promova „știința și cultura în toate domeniile, în vederea ridicării nivelului material și cultural al poporului”.
„În anul 1949 s-a înființat Centru de schimb de publicații din cadrul Bibliotecii Academiei, având ca principale atribuții: coordonarea și îndrumarea schimbului tuturor unităților Academiei; efectuarea schimbului cu instituțiile științifice cu caracter general (academii, biblioteci, centre de documentare); traducerea clauzelor privind schimbul de publicații cuprinse în convențiile de colaborare științifică semnate de Academia R. P. R. Și de academiile țărilor prietene.”
Tot în această perioadă s-a lucrat, între anii 1958 și 1962, s-au inventariat toate colecțiile bibliotecii, din toate depozitele acesteia. În urma inventarierii s-au semnalat un număr destul de mare de documente uzate fizic, pentru care s-au luat măsuri pentru reparare sau microfilmare.

## Misiune
Misiunea Bibliotecii Academiei Române este de a colecționa, organiza și de a pune în valoare colecțiile naționale specifice; de a elabora și edita Bibliografia Națională retrospectivă pentru toate tipurile de documente.  Biblioteca realizează schimbul internațional cu publicațiile Academiei Române și coordonează metodologic activitatea celorlalte biblioteci din rețeaua Academiei Române. Ea achiziționează din țară și străinătate, documente specifice, importante pentru identitatea culturală și națională a României. 
Fiind Bibliotecă Națională ea beneficiază de legea Depozitului Legal. De asemenea are și alte atribuții specifice ( de exemplu: depozitarea publicațiilor ONU).

## Activitatea bibliografică
Cel care a pus bazele activității bibliografice a Bibliotecii Academiei Române este Ioan Bianu:
„În anul 1894, Ioan Bianu a realizat Planul bibliografiei naționale, care va fi prezentat și aprobat în cadrul ședințelor din februarie-martie 1895. Acesta prevedea următoarele:
I. Întocmirea bibliografiei naționale a cărții românești, împărțită astfel:
1) cărți vechi, de la 1507 la 1830
2) cărți moderne, de la 1831 până la data respectivă
3) cărți străine referitoare la poporul român
II. Întocmirea unei bibliografii a publicațiilor periodice românești
III. Completarea acesteia cu o bibliografie analitică cuprinzând articolele din periodice
IV. Redactarea unui catalog al manuscriselor, începând cu cele românești
V. Întocmirea catalogului documentelor din Biblioteca Academiei.”
Bibliografia națională retrospectivă a cărților
În prima etapă, s-a lucrat la lucrat la Bibliografiei Românești vechi, cuprinzând publicațiile dintre anii 1508 și 1830, elaborată pe parcursul anilor 1903-1944, în 4 tomuri. Primul tom acoperă publicațiile din 1508 până în 1716 și a apărut în fascicule din 1898 până în 1903. Al doilea, continuă tot în fascicule, publicate până în 1910, cuprinzând anii 1716-1808. Ambele au fost întocmite de Ioan Bianu și Nerva Hodoș. Tom III cuprinde publicațiile dintre anii 1809 și 1830 și apare tot în fascicule începând cu două fascicule în 1912, restul publicându-se în 1936. La autorii inițiali se adaugă Dan Simionescu care s-a îngrijit de întocmirea tomului. Ultimul tom, supliment de completări și îndreptări, va fi publicat de Dan Simionescu în 1944.
Prin această lucrare s-a dorit tezaurizarea tuturor izvoarelor naționale scrise, cuprinzând toate cărțile românești cu descrieri lor bibliografice. 
Tot în categoria bibliografiei retrospective a publicațiilor de carte românească se încadrează și Bibliografia cărților românești moderne și Bibliografia cărților românești contemporane. Prima cuprinde titlurile apărute în anii 1831-1918, continuând BRV. Este structurată alfabetic, după autor și titlu și apare în 4 volume (Vol. I, de la A la C, publicat în 1984; Vol. al II-lea, D-K, publicat în 1986; Vol. al III-lea, L-Q, apărut în 1989 și ultimul volum, R-Z, 1996). Bibliografia cărților românești contemporane (1919-1952) a fost începută în 1944 și este încă în lucru. 

### Bibliografia națională retrospectivă a periodicelor
„În 1903 s-a tipărit volumul I din Publicațiunile periodice românești (ziare, gazete, reviste), redactat de Nerva Hodoș și Alexandru Sadi Ionescu și prefațat de Ioan Bianu, înglobând publicațiile periodice românești apărute în perioada 1820-1906. 
Volumul al II-lea apare în 1969, continuând cu periodicele publicate până în 1918. S-a elaborat pentru acesta și un supliment însoțitor, Addenda și Corrigenda, pentru anii 1790-1906, realizat de aceiași autori: George Baiculescu, Georgeta Răduică, Neonila Onofrei.
Cel de-al III-lea volum cuprinde anii 1919-1924 și a apărut în 1987, redactata de Ileana Stanca Desa, Dulciu Morărescu, Ioana Patriche, Adriana Raliade și Iliana Sulică.
În 2003 se publică volumul a IV-lea, (1925–1930), alcătuit de un grup de șase bibliografi: Ileana Stanca Desa, Dulciu Morărescu, Ioana Patriche, Cornelia Luminița Radu, Adriana Raliade și Iliana Sulică.
Din anul următor s-a decis ca următoarele volume să se publice structurate în două sau 3 părți de grupuri de litere. Astfel, volumul al V-lea se va publica în 3 părți, dintre care primele două au apărut (primul în 2009 cuprinzând literele de la A la C, iar al doilea în 2012, conținând literele D-L), iar ultima parte, care va cuprinde și completări la literele de la A la L, este în proces de finalizare.”

### Bibliografia analitică a periodicelor
„Întocmirea Bibliografiei analitice a articolelor cuprinde în perioadele românești a început anul 1946, în colaborare cu Institutul de istorie N. Iorga al Academiei Republicii Socialiste România, de către un colectiv format din Ioan Lupu, Nestor Camariano și Ovidiu Papadima.”

### Catalogul manuscriselor aflate în biblioteca Academiei
Catalogul cuprinde manuscrise românești, slave, grecești, și manuscrise orientale. Manuscrisele românești care se gasesc în catalog aparțin lui Ioan Bianu, Remus Caracaș, G. Nicolaiasa și Gabriel Ștrempel. Acesta are patru volume apărute în anii: 1907, 1913, 1931, 1967. 
Catalogul manuscriselor slave a fost publicat în două volume unul apărut în 1959 publicat de P. P. Panaitescu. 
Catalogul manuscriselor grecești are trei vomule care au fost redactate de Const. Litzica în 1909, de N. Camariano în anul 1912 și ultimul în anul 1940 colaborat de Nestor Camariano.
Catalogul manuscriselor orientale are un singur exemplar întocmit de Mihai Guboglu între anii 1945-1946.

### Elaborarea catalogului documentelor aflate în Biblioteca Academiei
„Una din caracteristicile activității bibliografice a Bibliotecii Academiei […] o constituie tendința de lărgire și completare a planului cu lucrări privind și alte categorii de colecții speciale”.
1)     Catalogul gravurilor românești
2)     Bibliografia cartografică a României 
3)     Catalogul corpusului monedelor românești 
4)     Catalogul manuscriselor muzicale
În afară de sarcina de elaborare a bibliografiei naționale Biblioteca Academiei Române mai are obligația de a întocmi instrumente de referință pentru a scoate în evidență bogatul fond de documente, stampe, publicații imprimate, manuscrise etc.
1)     Documente generale pentru informarea și documentarea științifică a cercetătorilor
2)     Instrumente bibliografico-documentare privind fondul românesc de publicații și colecții speciale – cataloage de corespondență
3)     Lucrări bibliografice oglindind relațiile poporului nostru cu alte popoare, în diverse domenii
4)     Instrumente bibliografico-documentare privind fondul străin de publicații – repertoriul general al periodicelor științifice și tehnice străine aflate în principalele biblioteci din Republica Socialistă România (1665-1956)
5)     Bibliografii speciale
6)     Alte lucrări de documentare și informare științifică
7)     Lucrări metodologice 

## Organizare clădire
Primul spațiu în care Biblioteca Academiei și-a desfășurat activitatea a fost în localul Universității, unde era și sediul Societății. Pe măsură ce se dezvolta biblioteca Academiei, începeau să se vadă neajunsurile acestui spațiu deoarece Societatea primise doar o încăpere pentru ședințele membrilor și o alta mai mică pentru contabilitate și cancelarie. Problema unui spațiu potrivit bibliotecii a fost de multe ori dezbătut în ședințele Societății dar rezolvarea s-a amânat mereu. 
În urma incendiului de la 24 martie 1884, care a pus în primejdie colecțiile Academiei adăpostite în spațiul Universității, membrii Academiei au grăbit demersurile pentru găsirea unui local iar în cele din urmă Statul a cedat „două clădiri cu mult teren împrejurul lor și mijloace bănești de amenajare.”
În anul 1890 Academia și Biblioteca s-au mutat în casa C. Cezianu din Calea Victoriei, la etaj erau birourile secretariatului general și sala de ședințe, la parter era biblioteca cu depozitul de publicații și o sală de lectură amenajată cu 20 de locuri. A doua casă s-a cumpărat în anul 1896, casa Zaleski din Calea Victoriei. Va amenaja o sală de lectură pentru imprimate în etajul celei de a doua case. Această sală s-a deschis pe 10 noiembrie 1898 și avea 32 de locuri și peste 1600 de volume cu acces liber la raft pentru toți cercetătorii.
În 1923, Biblioteca și-a mutat în casa Belu serviciul stampelor cu colecțiile de gravuri, desene, fotografii, hărți, atlase, note muzicale și serviciul de primiri publicații, în acest mod s-a făcut loc pentru serviciul de periodice. În 1924 au eliberat Biblioteca Scheiană, încăpere în care se aflau periodice din anii 1915-1921 ce nu au fost catalogate încă. Au transformat această casă într-o sală de lectură de 12 locuri pentru membrii Academiei și profesori universitari.
În 1911 Statul promite Academiei o sumă de bani pentru construirea unui nou local, dar din cauza războiului Balcanic și apoi a primului război mondial suma a fost primită abia în 1925.Suma alocată a fost de 10 000 000 de lei. Cu acești bani s-a construit în anii 1927-1928 doar o parte din planul definitiv al localului Academiei, anume un depozit de publicații al Bibliotecii cu 7 etaje din beton și fier, cu rafuri metalice și instalație de căldură. În 1929 aici au fost mutate și păstrate în cele mai bune condiții colecțiile de imprimate. La etajul 2 a fost amenajată temporar o sală de lectură de 65 de locuri și birouri de catalogarea imprimatelor, cărților și periodicelor. 
Mutarea provizorie din 1929 despărțea serviciile bibliotecii în cele două clădiri destul de îndepărtate una de cealaltă și îngreuna legătura, cercetătorii fiind puși de multe ori în situația de a se deplasa între cele două clădiri în căutarea materialelor ce îi interesau. În corpul vechi rămăseseră colecțiile cele mai importante, prin raritatea lor, manuscrisele, documentele, cărțile românești, stampele, colecțiile și numismatice. Din această cauză cu ajutorul Statului în 1936 se construiește o nouă clădire, lângă depozitul construit în 1929. Clădirea nouă are destinația de a strânge la un loc toate serviciile și colecțiile Bibliotecii în condiții moderne de păstrare și utilizare, până se va putea ridica localul definitiv al Academiei și Bibliotecii ei.
„În prezent, sediul central al Bibliotecii Academiei este format din următoarele corpuri: clădirea formată din corpul ridicat în 1929, corpul construit în 1937-1938, monument de arhitectură cubistă și corpul construit în 1964 cu o mare capacitate de depozitare, o sală de conferințe cu 220 de locuri și o modernă sală de expoziții, realizată după proiectul arhitecților Romeo Belea și Gh. Roșu. Consultarea documentelor se face în următoarele săli: Sala de lectură Ion Bianu, sala de lectură N.N.Constantinescu, sala de lectură Dumitru S. Panaitescu-Perpessicius (Serviciul Manuscrise-Carte rară), sala de lectură Virgil Cândea (Serviciul Manuscrise-Carte rară) - inaugurată pe 10 noiembrie 2008, sala de lectură G. Oprescu (Cabinetul de Stampe), sala de lectură Dimitrie Cuclin (Cabinetul de Muzică), sala de lectură Simion Mehedinți (Cabinetul de Hărți), sala de lectură Microfilme-Microformate.”
Biblioteca deține, pe lângă importante colecții de publicați monografice și publicații periodice, și o serie de colecții speciale:
- Manuscrise - Carte rară Arhivat în 21 octombrie 2019, la Wayback Machine.

- Grafica Arhivat în 8 august 2016, la Wayback Machine.
- Numismatică Arhivat în 10 august 2016, la Wayback Machine.
- Hărți Arhivat în 11 august 2016, la Wayback Machine.
- Muzică[nefuncțională – arhivă]

Biblioteca Academiei Române este responsabilă cu activitatea bibliografică retrospectivă pentru monumentala bibliografie națională: publicații monografice Arhivat în 10 august 2016, la Wayback Machine. (1508-1952) și publicații periodice Arhivat în 15 iulie 2016, la Wayback Machine. (1790-1952).